# Ecbertini
Gli Ecbertini o Ecbertingi, noti anche come Cobboni, furono una famiglia aristocratica franca attiva in Sassonia. A livello regionale, trovavano le proprie radici principalmente nella Westfalia meridionale tra il Reno e il Weser. Gli Ecbertini Fondatore della nobile famiglia fu Ecberto, duca dei Sassoni sotto Carlo Magno, e i suoi discendenti mantennero la loro posizione di potere e di legame familiare le case regnanti dei Carolingi e dei Liudolfingi. La moderna ricerca storica vuole che dagli Ecbertini discenda la dinastia dei Liudolfingi.

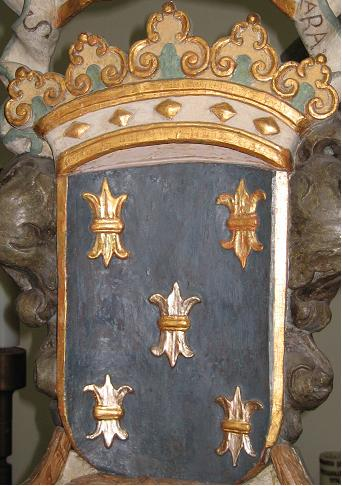
Stemma di Ecberto I

I più importanti membri della famiglia furono:
1. Ecberto (756-811) ∞ Ida di Herzfeld (770/775-825). 
  1. Cobbo il Vecchio (800), che servì Ludovico il Germanico ∞ che sposò Eila; 
    1. Ecberto;
    2. Liudolfo;
    3. Bruno;
    4. Ida;
    5. Elvige (Heilwig);
    6. Hathumoda;

  2. Guerino I di Sassonia, abate dell'Abbazia di Corvey 826–856;
  3. Liudolfo († prima del 850) ∞ che sposò una sorella del conte Bardo;
  4. (incerto) Addila (Adela) di Herford; dopo la morte del marito Bunicho e dei suoi figli si recò all'abbazia di Herford e vi divenne badessa;
  5. una figlia (probabilmente Ida la Giovane) ∞ che sposò in prime nozze un uomo dal nome sconosciuto ∞ e che si risposò in seconde nozze con il conte Asig (Esiko). Per i loro discendenti vedi Esikoni).
    1. Haduwy (Hadewig) ∞ che sposò il conte Amalung. Badessa di Herford dall'858 all'887[2];
      1. Bennid;
      2. Amalung.

    2. Cobbo il Giovane, che servì Carlo il Calvo[3].

Successivamente si annoverano tra i componenti della famiglia:
- Bovo I, abate di Corvey (879-890), discendente di Guerino[4];
- Bovo II, abate di Corvey (900-916)[4] ;
- Bovo III, abate di Corvey (942-948)[4].